# Moeketsi Majoro
Moeketsi Majoro (Tsikoane, 3 de noviembre de 1961) es un economista y político lesotense que se desempeñó como Primer ministro de Lesoto desde 2020 hasta 2022. Anteriormente fue Ministro de Finanzas en el gabinete de Tom Thabane de 2017 a 2020. Majoro ha estado representando a la circunscripción de Thetsane No. 33 en la Asamblea Nacional desde su elección en 2017. Anteriormente fue senador y ministro de Planificación del Desarrollo de 2013 a 2015. Majoro es miembro de la Convención de Todos los Basotos (ABC).

## Biografía
Moeketsi Majoro nació el 3 de noviembre de 1961 en Tsikoane, distrito de Leribe, en Basutolandia. Obtuvo una licenciatura en economía de la Universidad nacional de Lesoto y obtuvo un doctorado en economía de recursos naturales y una maestría en economía agrícola de la Universidad Estatal de Washington.

### Carrera política
Majoro fue profesor de economía en la Universidad nacional de Lesoto entre 1991 y 2000. Se unió al ministerio de finanzas como analista fiscal en 2000 antes de ser ascendido a secretario principal en 2004. Sirvió al Grupo África 1 del Fondo Monetario Internacional (FMI) como Director Ejecutivo y Director Ejecutivo Alterno entre 2008 y 2012.
En enero de 2013, Majoro fue nombrado Ministro de Planificación del Desarrollo por el Primer Ministro Tom Thabane. Anteriormente había sido nombrado senador. El gobierno fue rechazado en las elecciones generales de 2015. En las elecciones generales de 2017, fue elegido diputado por la circunscripción n.° 33 de Thetsane. Thabane regresó como primer ministro y lo nombró Ministro de Finanzas.
En 2020, Thabane fue presionado para renunciar debido a su presunta participación en el asesinato de su exesposa. El 22 de marzo de 2020, Majoro fue elegido por el grupo parlamentario de la ABC en la Asamblea Nacional como sucesor de Thabane con 26 de 46 votos. Además de grandes partes del ABC y el Congreso por la Democracia, otros partidos se han comprometido a formar un gobierno bajo Majoro. El 12 de mayo, Majoro fue anunciado como el primer ministro entrante. Thabane anunció su renuncia el 18 de mayo. Majoro juró como primer ministro el 20 de mayo.

### Vida personal
Majoro está casado y tiene dos hijos.